# Kubanski špinat
Kubanski špinat (rudarska salata, lat. Claytonia perfoliata; sinonim: Montia perfoliata) je otporna jednogodišnja biljka iz roda klajtonija (Claytonia). Srcolikih je listova i ljupkih cvjetnih izboja. Sočni listovi, stabljike i cvjetni izboji blaga okusa upotrebljavaju se sirovi u salatama. Uspijeva i na hladnom.
Biljka potječe iz Sjeverne Amerike, gdje raste od juga Aljaske do središnjeg dijela kontinenta, no najčešća je u Kaliforniji. U Europu je uvedena oko 1749., te se mjestimično i udomaćila. Kod nas je uzgoj ove biljke počeo tek unazad nekoliko godina.

## Uzgoj
Više joj odgovara dobro propusno tlo, no dobro raste i na neplodnom, laganom tlu. Kada se dobro primi, biljka se sama razmnožava sjemenom; prodorne mladice plitko su ukorijenjene i lako se čupaju iz zemlje.
Za jesensku ili ranu zimsku berbu na otvorenom glavnu sjetvu treba obaviti potkraj ljeta. U proljeće treba posijat sjeme za ljetnu berbu. Za višekratno rezanje sjeme se široko posije po čitavoj gredici, u redovima ili jarcima širokim 10 cm; sijati se može i izravno u zemlju ili u sjetvene posude. Mladice se presade ili prorijede na razmak od 15 do 23 cm.
Može se početi rezati već 12 tjedana nakon sjetve, a biljka će ponomno razrasti.

## Vanjske poveznice
- Jepson Flora Project: Claytonia perfoliata
- Plants of British Columbia: Claytonia perfoliata  Arhivirana inačica izvorne stranice od 14. srpnja 2014. (Wayback Machine)
- Flora of North America: Claytonia perfoliata
- USDA plant profile
- Calflora report